# Blood Moon (мініальбом)
Blood Moon (укр. Кривавий Місяць) — шостий мініальбом південнокорейського бой-бенду Oneus. Він вийшов на лейблі RBW і розповсюджений Kakao Entertainment 9 листопада 2021 року. Мініальбом містить сім треків, включаючи головний сингл «Luna». Фізична копія мініальбому вийшла у трьох версіях — «Theater», «Blood», «Gray».

## Передумови і випуск
5 жовтня 2021 гурт анонсував вихід нового мініальбому. 19 жовтня було оголошено назву альбому і дату релізу — 9 листопада. 22 жовтня Oneus випустили танцювальне відео на перший трек з майбутнього альбому - «Intro: Window».
Перед випуском мініальбому Oneus провели онлайн і офлайн концерт «Oneus Theatre: Blood Moon» у Сеулі з 6 по 7 листопада.
9 листопада гурт випустив свій шостий мініальбом Blood Moon з головним синглом «Luna».

## Критичний прийом
Billboard описав «Luna» як «святкування класичних і сучасних звуків» шляхом «змішування традиційних інструментів із мрійливими синтезаторами», а NME так само описав «Luna» як «своєрідне повернення додому», балансуючи між старим і нове з «струнами каяґим, що дзижчать над треп-бітами, торкаючись синтвейву 80-х».
17 листопада гурт здобув свою першу перемогу в музичному шоу у своїй кар'єрі з піснею «Luna» на шоу Show Champion телеканалу MBC M.

### Рейтинги на кінець року
| Критик / журнал | Список                                       | Трек   | Ранг | Прим.  |
| --------------- | -------------------------------------------- | ------ | ---- | ------ |
| Billboard       | 25 Best K-Pop Songs of 2021: Critics’ Picks  | «Luna» | 4    | [ 9 ]  |
| NME             | 25 Best K-pop songs of 2021                  | «Luna» | 25   | [ 10 ] |
| Genius          | The Genius Community's 50 Best Songs of 2021 | «Luna» | 17   | [ 12 ] |

## Трек-лист
| Список пісень Blood Moon | Список пісень Blood Moon                                             | Список пісень Blood Moon                                                                 | Список пісень Blood Moon                               | Список пісень Blood Moon |
| #                        | Назва                                                                | Автор                                                                                    | Аранжування                                            | Тривалість               |
| ------------------------ | -------------------------------------------------------------------- | ---------------------------------------------------------------------------------------- | ------------------------------------------------------ | ------------------------ |
| 1.                       | «Intro: Window» (кор. Intro: 창 (窓: Window); featuring Choi Ye-rim) | Lee Sang-ho (RBW) Seo Yong-bae (RBW) Lee Ho-sang (RBW) Marvel J Leedo Choi Ye-rim        | Seo Yong-bae (RBW) Lee Ho-Sang (RBW)                   | 2:00                     |
| 2.                       | «Luna» (кор. 월하미인 (月下美人: Luna))                              | Lee Sang-ho (RBW) Seo Yong-bae (RBW) Lee Ho-sang (RBW) Inner Child (MonoTree) Ravn Leedo | Lee Sang-ho (RBW) Seo Yong-bae (RBW) Lee Ho-sang (RBW) | 3:19                     |
| 3.                       | «Yes or No» (кор. 사랑의 결말은 모 아니면 도)                        | Ravn Leedo Oneway                                                                        | Oneway                                                 | 3:10                     |
| 4.                       | «Life Is Beautiful»                                                  | Lee Sang-ho (RBW) Seo Yong-bae (RBW) Lee Ho-sang (RBW) Ravn Leedo                        | Lee Sang-ho (RBW) Seo Yong-bae (RBW) Lee Ho-sang (RBW) | 3:40                     |
| 5.                       | «Shut Up 받고 Crazy Hot!»                                            | Kim Do-hoon (RBW) Lee Sang-ho (RBW) Seo Yong-bae (RBW) Ravn Leedo                        | Kim Do-hoon (RBW) Lee Sang-ho (RBW) Seo Yong-bae (RBW) | 3:45                     |
| 6.                       | «We're in Love» (кор. 헤엄쳐)                                        | Park Hyun-kyu ( Vromance ) Seoho Ravn Leedo                                              | Jin Min-ho (RBW)                                       | 3:20                     |
| 7.                       | «Who You Are»                                                        | Cosmic Sound (RBW) Cosmic Girl                                                           | Cosmic Sound (RBW) Cosmic Girl                         | 3:22                     |
| 22:40                    |                                                                      |                                                                                          |                                                        |                          |

## Чарти

### Альбом
| Чарт (2021)                     | Найвища позиція |
| ------------------------------- | --------------- |
| Японія Japanese Albums (Oricon) | 45              |
| South Korean Albums (Gaon)      | 2               |

| Чарт (2021)                | Найвища позиція |
| -------------------------- | --------------- |
| South Korean Albums (Gaon) | 8               |

| Чарт (2021)                | Найвища позиція |
| -------------------------- | --------------- |
| South Korean Albums (Gaon) | 64              |

### Сингли

#### Тижневі чарти
| Чарт (2021)           | Найвища позиція | Прим.  |
| --------------------- | --------------- | ------ |
| Південна Корея (Gaon) | 119             | [ 17 ] |

## Історія релізу
| Регіон         | Дата             | Формат                           | Лейбл                   |
| -------------- | ---------------- | -------------------------------- | ----------------------- |
| Південна Корея | 9 листопада 2021 | CD Цифрове завантаження Стрімінг | RBW Kakao Entertainment |
| Інші регіони   | 9 листопада 2021 | Цифрове завантаження Стрімінг    | RBW Kakao Entertainment |

## Сертифікація та продажі
| Регіон                | Сертифікація | Сертифіковано/Продажі |
| Альбом                | Альбом       | Альбом                |
| --------------------- | ------------ | --------------------- |
| Японія                | —            | 1,223                 |
| Південна Корея (KMCA) | —            | 177,877               |